# Dale Reinig
Dale Reinig (* 7. April 1964 in Buffalo, New York) ist ein ehemaliger deutsch-US-amerikanischer Eishockeyspieler. Sein Sohn Aaron ist ebenfalls Eishockeyspieler.

## Karriere
Seit 1987 spielte Dale Reinig beim EC Bad Nauheim, wo er zwei erfolgreiche Spielzeiten absolvierte. Kurz darauf wurden die Verantwortlichen des ERC Westfalen Dortmund auf ihn aufmerksam, die ihn noch während der laufenden Saison 1988/89 verpflichteten. In Dortmund entwickelte er sich zum Leistungsträger und erzielte in insgesamt 31 Spielen 24 Scorerpunkte. Da der Verein im Jahre 1990 schließlich Konkurs anmelden musste, sah sich auch Reinig gezwungen, den Klub zu verlassen.
Anschließende Karrierestationen waren unter anderem der EHC Freiburg und der ESC Wolfsburg. Zwischenzeitlich spielte er in der ehemaligen nordamerikanischen Inlinehockey-Liga Roller Hockey International für die Buffalo Stampede. Es folgte ein erfolgreicher Neuanfang bei seinem früheren Arbeitgeber, dem EC Bad Nauheim. Hier erreichte Dale Reinig dann seinen Karrierehöhepunkt und lieferte gute Statistiken. In 297 absolvierten Partien konnte er 131 Punkte erzielen. Zum Ende der Saison 1998/99 beendete er seine aktive Eishockeykarriere im Alter von 35 Jahren.
Heute (2011) ist Reinig Cheftrainer der Buffalo Saints, einer Juniorenmannschaft aus Lancaster, New York.

## Erfolge und Auszeichnungen
- 1994 Murphy-Cup-Gewinn mit den Buffalo Stampede